# Okręg wyborczy nr 83 do Senatu Rzeczypospolitej Polskiej
Okręg wyborczy nr 83 do Senatu Rzeczypospolitej Polskiej obejmuje obszar powiatu kieleckiego oraz miasta na prawach powiatu Kielc (województwo świętokrzyskie). Wybierany jest w nim 1 senator na zasadzie większości względnej.
Utworzony został w 2011 na podstawie Kodeksu wyborczego. Po raz pierwszy zorganizowano w nim wybory 9 października 2011. Wcześniej obszar okręgu nr 83 należał do okręgu nr 32.
Siedzibą okręgowej komisji wyborczej są Kielce.

## Reprezentant okręgu
| Rok  | Rok  | Senator        | Komitet wyborczy       |
| ---- | ---- | -------------- | ---------------------- |
|      | 2011 | Krzysztof Słoń | Prawo i Sprawiedliwość |
| 2015 |      | Krzysztof Słoń | Prawo i Sprawiedliwość |
| 2019 |      | Krzysztof Słoń | Prawo i Sprawiedliwość |
| 2023 |      | Krzysztof Słoń | Prawo i Sprawiedliwość |

## Wyniki wyborów
Symbolem „●” oznaczono senatorów ubiegających się o reelekcję.

### Wybory parlamentarne 2011
| Kandydat                                                                                      | Kandydat               | Komitet wyborczy                         | Głosów | Głosów | Głosów |
| Kandydat                                                                                      | Kandydat               | Komitet wyborczy                         | Liczba | %      | +/–    |
| --------------------------------------------------------------------------------------------- | ---------------------- | ---------------------------------------- | ------ | ------ | ------ |
|                                                                                               | Krzysztof Słoń         | Prawo i Sprawiedliwość                   | 39 802 | 25,08  | –      |
|                                                                                               | Bożentyna Pałka-Koruba | Platforma Obywatelska RP                 | 35 735 | 22,52  | –      |
|                                                                                               | Stanisław Góźdź        | Polskie Stronnictwo Ludowe               | 35 430 | 22,33  | –      |
|                                                                                               | Kazimierz Kik          | Sojusz Lewicy Demokratycznej             | 16 676 | 10,51  | –      |
|                                                                                               | Grzegorz Banaś ●       | KWW „Banaś do Senatu”                    | 15 402 | 9,71   | –      |
|                                                                                               | Janusz Koza            | KWW W. Lubawskiego – Senat dla Obywateli | 12 482 | 7,87   | –      |
|                                                                                               | Jarosław Podlejski     | Polska Jest Najważniejsza                | 3166   | 2,00   | –      |
| Frekwencja: 49,61% Liczba głosów ważnych: 158 693 (97,78%) Źródło: Państwowa Komisja Wyborcza |                        |                                          |        |        |        |

● Grzegorz Banaś reprezentował w Senacie VII kadencji (2007–2011) okręg nr 32.

### Wybory parlamentarne 2015
| Kandydat                                                                                      | Kandydat            | Komitet wyborczy                             | Głosów | Głosów | Głosów |
| Kandydat                                                                                      | Kandydat            | Komitet wyborczy                             | Liczba | %      | +/–    |
| --------------------------------------------------------------------------------------------- | ------------------- | -------------------------------------------- | ------ | ------ | ------ |
|                                                                                               | Krzysztof Słoń ●    | Prawo i Sprawiedliwość                       | 76 529 | 46,06  | +20,98 |
|                                                                                               | Kamil Suchański     | KWW Bezpartyjny i Niezależny Kamil Suchański | 67 568 | 40,67  | –      |
|                                                                                               | Małgorzata Stanioch | Polskie Stronnictwo Ludowe                   | 22 041 | 13,27  | –9,06  |
| Frekwencja: 53,26% Liczba głosów ważnych: 166 138 (95,74%) Źródło: Państwowa Komisja Wyborcza |                     |                                              |        |        |        |

### Wybory parlamentarne 2019
| Kandydat                                                                                      | Kandydat           | Komitet wyborczy                           | Głosów | Głosów | Głosów |
| Kandydat                                                                                      | Kandydat           | Komitet wyborczy                           | Liczba | %      | +/–    |
| --------------------------------------------------------------------------------------------- | ------------------ | ------------------------------------------ | ------ | ------ | ------ |
|                                                                                               | Krzysztof Słoń ●   | Prawo i Sprawiedliwość                     | 97 471 | 49,33  | +3,27  |
|                                                                                               | Edward Rzepka      | KKW Koalicja Obywatelska PO .N iPL Zieloni | 51 354 | 25,99  | –      |
|                                                                                               | Przemysław Gierada | KWW Adwokata Przemysława Gierady           | 19 883 | 10,06  | –      |
|                                                                                               | Marcin Bugajski    | KWW Bezpartyjny Antysystemowy              | 14 457 | 7,32   | –      |
|                                                                                               | Kazimierz Kik      | KWW Koalicja Bezpartyjni i Samorządowcy    | 14 409 | 7,29   | –      |
| Frekwencja: 62,68% Liczba głosów ważnych: 197 574 (98,61%) Źródło: Państwowa Komisja Wyborcza |                    |                                            |        |        |        |

### Wybory parlamentarne 2023
| Kandydat                                                                                      | Kandydat            | Komitet wyborczy                     | Głosów | Głosów | Głosów |
| Kandydat                                                                                      | Kandydat            | Komitet wyborczy                     | Liczba | %      | +/–    |
| --------------------------------------------------------------------------------------------- | ------------------- | ------------------------------------ | ------ | ------ | ------ |
|                                                                                               | Krzysztof Słoń ●    | Prawo i Sprawiedliwość               | 91 662 | 40,04  | -9,29  |
|                                                                                               | Henryk Milcarz      | Nowa Lewica                          | 68 578 | 29,96  | –      |
|                                                                                               | Katarzyna Suchańska | Bezpartyjni Samorządowcy             | 35 484 | 15,50  | +8,21  |
|                                                                                               | Andrzej Rak         | Konfederacja Wolność i Niepodległość | 15 365 | 6,71   | –      |
|                                                                                               | Robert Biernacki    | Polska Jest Jedna                    | 11 784 | 5,15   | –      |
|                                                                                               | Marcin Bugajski     | KWW Bezpartyjny Antysystemowy        | 6047   | 2,64   | –4,68  |
| Frekwencja: 67,49% Liczba głosów ważnych: 151 040 (97,34%) Źródło: Państwowa Komisja Wyborcza |                     |                                      |        |        |        |